# Jan Koolman
Jan Koolman (* 7. November 1943 in Lübeck) ist ein deutscher Biochemiker und emeritierter Hochschullehrer.

## Leben
Jan Koolman ist ein Sohn des Silberschmieds Rolf Koolman (1900–1954). Er studierte Biochemie an der Universität Tübingen und wurde 1969 an der Universität Marburg mit einer von Peter Karlson betreuten Dissertation über den Stoffwechsel von Ecdyson zum Dr. rer. nat. promoviert. 1977 habilitierte er sich für Biochemie im Fachbereich Medizin. Es folgten verschiedene Auslandsaufenthalte in Bristol, Strasbourg, Paris und Barcelona.
1984 wurde er Professor für Physiologische Chemie und Biochemie an der Universität Marburg. Von 2001 bis 2004 war er zugleich Studiendekan für Medizin. Seine Forschungsschwerpunkte sind das Gebiet der Hormonsysteme und die Didaktik der Biochemie. Sein Hauptwerk, das Lehrbuch Taschenatlas der Biochemie, erschien 2019 in der fünften Auflage und wurde in zahlreiche Sprachen übersetzt.

## Werke
- Untersuchungen zum Stoffwechsel des Ecdysons der Insekten : eine Ecdysonoxydase. Marburg, Univ., Fachbereich Chemie, Diss. 1972
- (Hrsg.) Ecdysone: from chemistry to mode of action. Stuttgart; New York: Thieme 1989 ISBN 978-3-13-730401-2
- mit Klaus-Heinrich Röhm: Taschenatlas der Biochemie. Stuttgart: Thieme 1994 ISBN 978-3-13-759401-7

engl.: Color atlas of biochemistry.Stuttgart; New York 1996 ISBN 978-3-13-100371-3
franz.: Atlas de poche de biochimie. Paris: Flammarion Médecine-Sciences 1994 ISBN 2-257-10114-6
it.: Testo atlante di biochimica. Bologna: Zanichelli 1997 ISBN 88-08-09032-9
jap.: Seikagaku-atorasu. Tōkyō: Bunkōdō 1997 ISBN 4-8306-0107-8
5. Auflage Taschenatlas Biochemie des Menschen. Stuttgart: Thieme 2019 ISBN 978-3-132-41740-3
- mit Peter Karlson und Detlef Doenecke: Kurzes Lehrbuch der Biochemie für Mediziner und Naturwissenschaftler: 78 Tabellen. 14., neubearb. Aufl., Stuttgart; New York: Thieme 1994 ISBN 978-3-13-357814-1

15. Auflage unter dem Titel: Karlsons Biochemie und Pathobiochemie. 15., komplett überarb. und neugestaltete Aufl., Stuttgart; New York: Thieme 2005 ISBN 978-3-13-357815-8
- (Hrsg.) Kaffee, Käse, Karies ...: Biochemie im Alltag. Weinheim; New York; Chichester; Brisbane; Singapore; Toronto: Wiley-VCH 1998 ISBN 978-3-527-29530-2